# Міністерство юстиції Словаччини
48°08′45″ пн. ш. 17°06′18″ сх. д. / 48.145966° пн. ш. 17.104999° сх. д.
48°10′10″ пн. ш. 17°07′36″ сх. д. / 48.169529° пн. ш. 17.126754° сх. д.

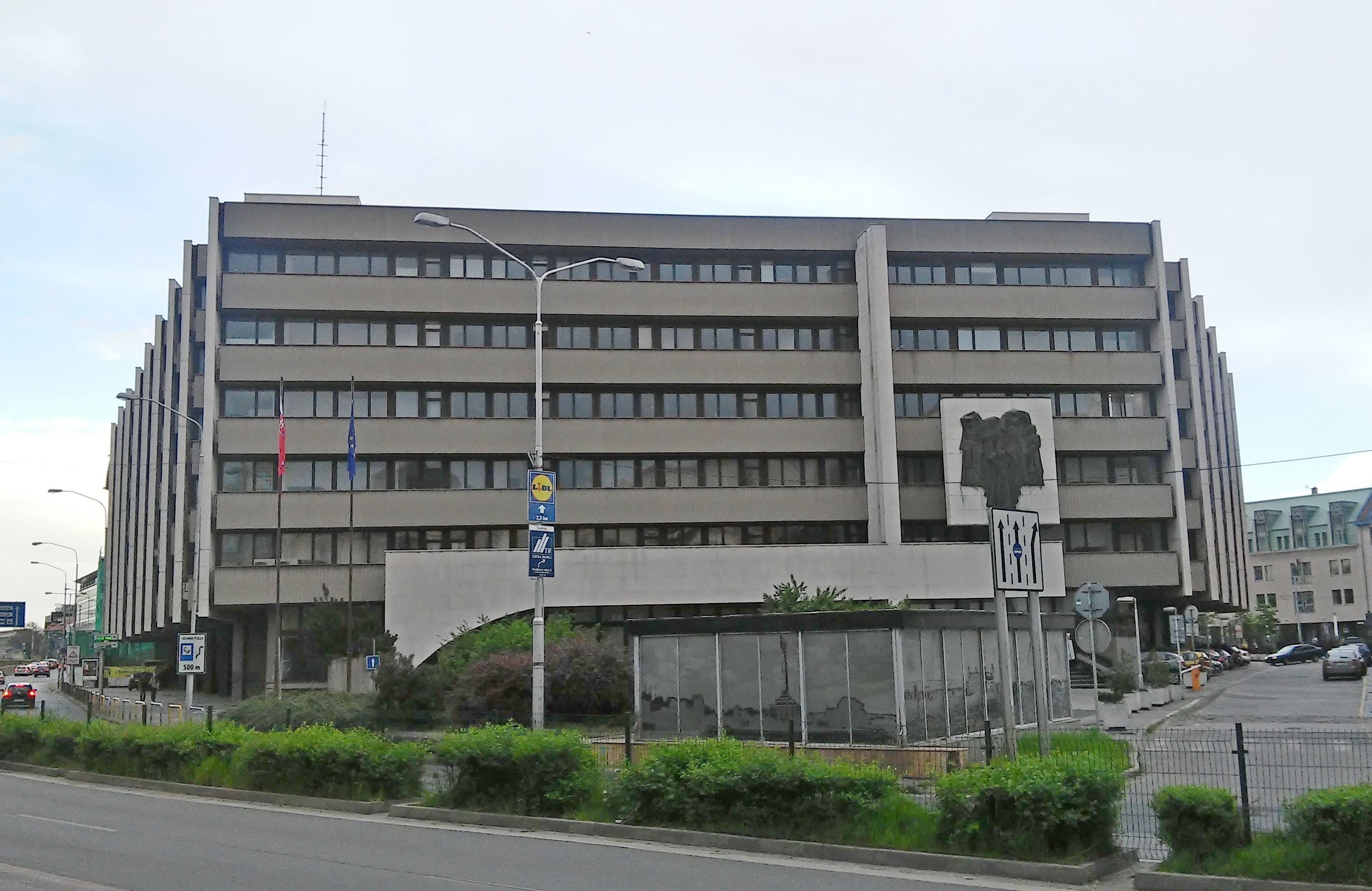
Штаб-квартира, будівля MS SR

Ministerstvo spravodlivosti Slovenskej republiky (акронім MS SR; Міністерство юстиції Словацької Республіки) є центральним органом державної влади Словаччини, а саме судової гілки влади в Уряді Словацької Республіки.

## Компетенція Міністерства
- Міністерство юстиції Словацької Республіки здійснює нормативно-правове регулювання в сфері конституційного права, кримінального права, цивільного права, комерційного права, сімейного права, закону про банкрутство і міжнародного приватного права.
- Міністерство юстиції Словацької Республіки здійснює державний нагляд за діяльністю словацької палати виконавців, за діяльністю нотаріальної палати Словацької Республіки, за діяльністю судових приставів та за діяльністю нотаріусів.
- Міністерство юстиції Словацької Республіки передбачає здійснення експертної діяльності, перекладацької діяльності і діяльність tlmočníckej і публікацію Збірника законів Словацької Республіки та Бізнес журнал.Ministerstvo spravodlivosti SR zabezpečuje výkon znaleckej činnosti, prekladateľskej činnosti a tlmočníckej činnosti a vydávanie Zbierky zákonov Slovenskej republiky a Obchodného vestníka.
- Міністерство юстиції Словацької Республіки забезпечує представництво Словаччини при Європейському суді з прав людини та представництво Словаччини в судових справах Європейського суду і Суду першої інстанції Європейських співтовариств.Súdnym dvorom Európskych spoločenstiev a Súdom prvého stupňa Európskych spoločenstiev.
- Міністерство юстиції Словацької Республіки забезпечує виконання завдань, пов'язаних з членством Словацької Республіки в Євроюсті.

## Міністр юстиції
Міністерство юстиції здійснює та звітує за свою діяльність Міністру юстиції (за його чинності), якого призначає Президентом Словацької Республіки за пропозицію Прем'єр-міністра Словацької Республіки .
Чинним Міністром юстиції Словаччини є Борис Суско з 25 жовтня 2023 року,в уряді Роберта Фіцо.

## Державний секретар Міністерства юстиції
```
словац.
 
Štátny tajomník ministerstva spravodlivosti
```

На час відсутності (непрацездатності) міністра юстиції, в межах його прав та обов'язків, представляє державний секретар. Міністр, в інших випадках, також може уповноважити державного секретаря виконувати обов'язки та мати права міністра. Державний секретар має консультативний голос, коли представляє міністра на засіданні уряду. Державний секретар призначається на посаду та звільняється з посади урядом за пропозицією Міністра юстиції.